# Kwok Ho Ting
Kwok Ho Ting (chiń. upr. 郭灏霆; chiń. trad. 郭灝霆; pinyin Guō Hàotíng; ur. 26 lutego 1988) – hongkoński kolarz torowy i szosowy, mistrz świata w kolarstwie torowym.
Specjalizuje się w scratchu. Mistrz świata w tej konkurencji z 2011 roku. Jest również mistrzem Azji z 2011 roku w madisonie (z Ki Ho Choi) i wicemistrzem igrzysk azjatyckich w 2010 roku w drużynowym wyścigu na dochodzenie. W 2009 roku wygrał etap podczas wyścigu szosowego Tour de Korea.